# 大叶山桂花
大叶山桂花（学名：Bennettiodendron macrophyllum），为大风子科山桂花属下的一个植物种。